# Голицынский, Александр Петрович
Александр Петрович Голицынский (Голицинский) (1817—1874) — русский писатель.

## Биография
Воспитывался в Московском воспитательном доме. Фамилия Голицынский выбрана в честь князя С. М. Голицына, являвшегося почётным опекуном Московского императорского воспитательного дома (1807―1859). Окончил Московскую медико-хирургическую академию (1838). Работал (с 1840) врачом в имении князя Голицына в Смоленской губернии. Служил в Московском военном госпитале (с 1841), в Новгородском кадетском корпусе (1843―1845), в больнице для чернорабочих в Москве (1845―1856). Получил чин коллежского асессора (1850). Врач при бумагопрядильной мануфактуре Лепешкиных (с 1856).
Рассказы Голицынского, публиковались в журнале «Развлечение» (1859―1874), газете «Зритель общественной жизни, литературы и спорта» (1862) и сборнике «Смех и слёзы. Рассказы доктора» (1859). Сборник Голицынского «Уличные типы» (1860), посвящён жизни городских низов. В начале 1860-х гг. Голицынский опубликовал несколько крупных рассказов: «Протекция» (1861), «Шестая часть света» (1862), «Дьявольское наваждение» (1863).
Основную известность Голицынскому принесли «Очерки из фабричной жизни» (1861). Очерки часто использовались в народнической пропаганде. Включенный в «Очерки  из фабричной жизни» рассказ «Небывалая рыба и особого устройства машина» позднее был запрещён цензурой. Голицынский ― автор повестей для детей «Любопытная история одного медведя» (1860) и «Букварь дедушки Прокофья» (1862).